# Mont Hyōno
Le mont Hyōno (氷ノ山, Hyō-no-sen) est une montagne culminant à 1 510 m d'altitude à la limite des villages de Yabu dans la préfecture de Hyōgo et Wakasa dans la préfecture de Tottori au Japon. C'est le sommet le plus élevé de la préfecture de Hyōgo. Les autres noms de cette montagne sont Suga-no-sen, Hyō-zan, Hyō-no-yama, Kōri-no-yama. Le mont Hyōno fait partie du parc quasi national de Hyōnosen-Ushiroyama-Nagisan.